# Amorebieta-Etxano
Amorebieta-Etxano è un comune spagnolo di 16 182 abitanti situato nella comunità autonoma dei Paesi Baschi.